# كهف صوف عمر
كهوف سوف عمر (بالأمهرية: ሶፍ-ዑመር)‏ هو أطول كهف في إثيوبيا بطول 15.1 كيلومتر (9.4 ميل). عندما تم مسحه عام 1972، كان أطول كهف في إفريقيا. ومنذ ذلك الحين تجاوزته الاستكشافات في الجزائر (رهار بو مازة - كهف نهر تافنا 18.4 كم) ومدغشقر (أمباتوهارانا - كهف التمساح 18.1 كم). وهي تقع في شرق روب، في منطقة بال، منطقة أوروميا، جنوب شرق إثيوبيا، والتي يتدفق عبرها نهر ويب (نهر جيسترو). تُصرف عند مدخل أييو ماكو وتعاود الظهور عند عودة هولوكا على بعد كيلومتر واحد (0.62 ميل). وفقًا للتقاليد، كان صوف عمر اسم رجل دين مسلم كان يعيش في المنطقة وكان اسم أيو هو اسم ابنته.

## وصلات خارجية
- Sof Omar Caves at ShowCaves.com

Catlin، Dave (2020). Exploring the Caves of Ethiopia (PDF). مؤرشف من الأصل (PDF) في 2021-05-12. اطلع عليه بتاريخ 2020-11-07.